# Shinobu Takayama
Shinobu Takayama (高山しのぶ) (né le 28 novembre 2000)
Elle écrivit deux histoires courtes en 2003 : Enra enra (えんらえんら) en mars puis Kagome no tori haima doko he (カゴメの鳥はいまどこへ) à l'automne. En septembre, elle gagna deux grands prix. Elle entama alors dans le Comic Zero Sum sa série Amatsuki (あまつき) en septembre 2004.
En 2005, elle collabora avec le scénariste de 22 ans KOBAYSHI (小林フユヒ) pour les couvertures des romans Tengoku no tobira ha 2 tsuaru (天国の扉は2つある) chez Cobalt Bunko (コバルト文庫) pour la Shūeisha (集英社).
Fin 2006, elle participa aux recueils Arcadia, chez Ichijinsha, sur 4 numéros jusqu'à août 2007 aux côtés de Yun KOUGA (高河ゆん, auteure d'Earthian et chara-designer sur Gundam 00), Kazuya MINEKURA (峰倉 かずや, auteure de Saiyuki) et bien d'autres.
En mai 2007, elle débuta également une autre série : Mr Morning.

## Œuvres
- 2003 : Enra enra (えんらえんら)
- 2003 : Kagome no tori haima doko he (カゴメの鳥はいまどこへ)
- 2004 : Amatsuki (あまつき) ; Ichijinsha (一迅社)
- Volume : 1 (04/05), 2 (11/05), 3 (05/06), 4 (10/06), 5 (05/07), 6 (10/07)